# Frelsdorf
Frelsdorf este o comună din landul Saxonia Inferioară, Germania.